# Grand club du livre finlandais
Le Grand Club du Livre Finlandais (finnois : Suuri Suomalainen Kirjakerho Oy) est créé en 1968 par les 3 éditeurs majeurs finlandais : les Éditions Otava, les Éditions Tammi et WSOY. 

## Présentation
Il est basé à Helsinki et dirigé par Sirpa Mikkonen.
Le Club vend uniquement des livres des 3 éditeurs et les lecteurs disposent d'une offre de plus de 110 000 ouvrages.
Le club a institué un prix annuel.